# Rijnegom
Rijnegom was een kasteel in de Nederlandse plaats Zoeterwoude, provincie Zuid-Holland.

## Geschiedenis
De naam Rijnegom heeft mogelijk een oorsprong in de periode tussen de 7e en 10e eeuw. Oudere schrijfvarianten zijn waarschijnlijk Rinneghem of Renneghem, die bestaan uit de persoonsnaam Rinno en het woord hem; de betekenis is dan 'woonplaats van de lieden van Rinno'.

### Bouw van het kasteel
Het kasteel is waarschijnlijk rond 1250 gebouwd door de familie Van Rinneghem (ook wel: Van Renneghem). De oudst bekende uit deze familie was Floris, die in 1296 werd genoemd.
In 1325 was er sprake van Trude van Renneghem en haar kinderen. Zij werden voor een grondeigendom van ruim 54 morgen  aangeslagen ten behoeve van het onderhoud van de Rijndijk. Het is aannemelijk dat deze grond behoorde bij het kasteel Rijnegom.

### Van Zwieten
In 1339 trouwde Eregaarde van Rinneghem met Dirk van Zwieten. Zij kreeg kasteel Rijnegom met 30 morgen land als lijftocht. Volgens afspraak zou Rijnegom vererven naar hun oudste zoon Gerard en niet naar de kinderen uit Dirks eerste huwelijk, maar Gerard overleed op jonge leeftijd: Rijnegom kwam nu dus alsnog in eigendom van de familie Van Zwieten.
Nadat de familie Van Zwieten in 1413 in mannelijke lijn was uitgestorven, vererfde Rijnegom naar Gillis van Kralingen. Hij was namelijk getrouwd met Meyne, de laatste nog levende telg uit het geslacht Van Zwieten. Gillis verkocht kasteel Rijnegom in 1427 aan de familie Van de Coulster van Alkemade.

### Verwoesting
Het kasteel is in 1574 geheel of gedeeltelijk verwoest tijdens het beleg van Leiden. Het kasteel is nooit meer herbouwd. In 1667 werd melding gemaakt van een vervallen huis.
In 1865 is op het terrein een boerderij gebouwd, die in 1970 moest wijken voor geplande woningbouw. De oude grachtrestanten zijn hierbij ook verdwenen. In 1972 zijn tijdens het graven van een bouwput voor nieuwbouwwoningen fundamenten aangetroffen, maar deze leken afkomstig van latere boerderijen en niet van het kasteel.

## Beschrijving
Op historische tekeningen is een vierkante woontoren met enkele aangebouwde vleugels afgebeeld. Tevens is er een klein poortgebouw. De betrouwbaarheid van deze afbeeldingen is echter niet duidelijk: ze zijn alle getekend na de verwoesting in 1574.
Abbenbroek · Abspoel · Adegeest · Slot Alkemade ·  Altena · Arkelsburg · Bellesteyn · Huis ten Berghe · Binckhorst · Binnenhof · Blijdestein · Te Blotinghe · Boekenburg · Boekhorst · Boshuysen · Bulgersteyn · Burcht (Leiden) · Burcht (Voorne) · Slot Capelle · Coebel · Cranenburg · Crayestein · Cronesteyn · Crooswijk · Develstein · 't Huys Dever · Dirks Steenhuis · Ter Does · Duivenstein · Duivenvoorde · Endegeest · Endepoel · Foreest · Giessenburg · Gravensteen · Groot Haesebroek · 's Heeraartsberg · Hof van Wateringen · Holy · Slot Honingen · Kasteel van de Heren van Arkel · Kasteel van Gouda · Keenenburg · Kasteel Keukenhof · Klein Poelgeest · Huis te Langerak · Langestein · Huis te Liesveld · Ter Lips · De Loo · Madeburcht · Marenburch · Meerburg · Huis te Merwede · Huis ter Mey · Kasteel van der Meye · Niemandsvriend · Noordeloos · Oud-Berendrecht · Oud-Poelgeest · Oud Teylingen · Paddenpoel · Persijn · Groot Poelgeest · Hof van Putten · Puttensteyn · Landgoed De Raephorst · Kasteel Ravesteyn · Kasteel van Rhoon · Rijnegom · Rijnenburg · Huis te Riviere · Rodenburg · Hofstad Rodenrijs · Rodenrijs · Rosenburgh · Huis Roucoop · Santhorst · Schelluinderberg · Schonenburg · Kasteel van Schoonhoven · Souburgh · Spangen · Starrenburg · Huis ter Specke · Steenvoorde · Stenevelt · Slot Teylingen · Den Toll · Torenvliet · Slot Valckesteyn · Huis ter Waard · Warmont · Ter Weer · Hof van Wena · Kasteel Westerbeek · Huis te Woude · Kasteel van IJsselmonde · 't Zand · Huis Zevender · Kasteel aan de Zevender · Zijlhof · Zonneveld · Huis Zuidwijk · Zwieten